# Filmåret 1983

## Händelser

### Februari
- 13 februari – En brand utbryter i en biograf i Turin, Italien varvid 66 personer omkommer [1].
- 16 februari – I Sverige minskade enligt statistik biobesöken under 1982 med 11 %, dock med en uppgång mot slutet av året, med filmer som Ingmar Bergmans Fanny och Alexander samt Steven Spielberg ET. Nedgången förklaras med videovågens framgångar.[2]

### November
- 2 november – Svenska filmskådespelerskan Greta Garbo utnämns till kommendör av kungliga Kungliga Nordstjärneorden, första klass.[2]

## Academy Awards, Oscar: (i urval)
| Kategori                  | Vinnare                                                          |
| ------------------------- | ---------------------------------------------------------------- |
| Bästa film                | Ömhetsbevis                                                      |
| Bästa regi                | James L. Brooks ( Ömhetsbevis, Terms of Endearment)              |
| Bästa manliga huvudroll   | Robert Duvall (På nåd och onåd, Tender Mercies)                  |
| Bästa kvinnliga huvudroll | Shirley MacLaine (Ömhetsbevis)                                   |
| Bästa manliga biroll      | Jack Nicholson (Ömhetsbevis)                                     |
| Bästa kvinnliga biroll    | Linda Hunt (Brännpunkt Djakarta, The Year of Living Dangerously) |
| Bästa utländska film      | Fanny och Alexander (Sverige)                                    |

Se här för komplett lista

## Årets filmer

### A - G
- Andra dansen
- Antarctica
- Bad Boys
- Capri - musik som tonar bort, eller: Den sällsamma resa som Cyrill K. gjorde av Ferry Radax
- Christine
- Copper Mountain
- Dagen efter
- Danton
- Den sista båten
- Dr. Hfuhruhurrs dilemma
- Ett päron till farsa
- Flashdance
- Föräldrafritt
- G

### H - N
- Hajen 3
- Henrietta
- Hetaste liggen
- Jacob Smitaren
- Jedins återkomst[3]
- Limpan
- Med Lill-Klas i kappsäcken
- Meningen med livet
- Mod att leva
- Mot härliga tider
- Musse Piggs julsaga
- Naturens hämnd
- Never Say Never Again

### O - U
- Och skeppet går
- Octopussy
- Ombytta roller
- Outsiders
- P&B
- Pauline på stranden
- Psycho II
- Rumble fish
- Scarface
- Se upp, farsan är lös!
- Staying Alive
- Svarta fåglar
- Testament

### V - Ö
- Vi ska mötas igen
- Vårsymfoni av Peter Schamoni
- Wargames
- Yentl
- Zelig
- Åke Hasselgård Story
- Ömhetsbevis

## Födda
- 2 januari – Kate Bosworth, amerikansk skådespelare.
- 1 februari – Marilou Berry, fransk skådespelare.
- 24 mars – Totte Steneby, svensk barnskådespelare.
- 14 maj – Amber Tamblyn, amerikansk skådespelare.
- 28 maj – Walter Reisch, österrikisk-amerikansk, manusförfattare, regissör och filmproducent.
- 10 juni – Leelee Sobieski, amerikansk skådespelare.
- 7 juli – Martin Wallström, svensk skådespelare.
- 11 augusti – Chris Hemsworth, australisk skådespelare.
- 14 augusti – Mila Kunis, amerikansk skådespelare.
- 21 september – Maggie Grace, amerikansk skådespelare.
- 26 september – Ebba Hultkvist, svensk skådespelare.
- 10 oktober – Jennifer Luv, peruansk skådespelare i pornografisk film.
- 19 oktober – Rebecca Ferguson, svensk skådespelare
- 24 november – Tove Edfeldt, svensk skådespelare.
- 2 december – Michael Wesley-Smith, nyzeeländsk skådespelare.
- 13 december – Henrik Lundström, svensk skådespelare.

## Avlidna
- 8 januari – Roland Söderberg, svensk skådespelare och scenograf.
- 18 januari – Greta Stave, svensk skådespelare.
- 24 januari – George Cukor, 83, amerikansk filmregissör.[2]
- 27 januari – Louis de Funès, 68, fransk filmkomiker.[2]
- 22 februari – Georg Rydeberg, skådespelare.
- 4 april – Gloria Swanson, 84, amerikansk skådespelare.[2]
- 23 april – Buster Crabbe, amerikansk skådespelare och simmare.
- 21 maj – Boris Stepantsev, rysk filmregissör.
- 24 maj – Grete Reinwald, tysk skådespelare.
- 26 maj – Anders Andelius, svensk skådespelare.
- 4 juni – Gunn Wållgren, 70, svensk skådespelare.[2]
- 19 juni – Ivar Wahlgren, svensk skådespelare och sångare.
- 29 juli
  - Luis Buñuel, 83, spansk filmregissör.[2]
  - David Niven, 73, brittisk skådespelare.[2]
- 30 juli – Wiveka Alexandersson, svensk skådespelare.
- 3 augusti – Carolyn Jones, amerikansk skådespelare.
- 17 augusti – Ira Gershwin, amerikansk filmmusikkompositör och textförfattare.
- 15 september – Kaj Hjelm, svensk barnskådespelare.
- 16 september
  - Bengt Idestam-Almquist, svensk författare, journalist, filmkritiker, filmhistoriker och manusförfattare.
  - Gunnar Olsson, svensk regissör och skådespelare och manusförfattare.
- 21 september
  - Gunnar Skoglund, svensk skådespelare, manusförfattare och regissör.
  - Birgit Tengroth, 68, svensk skådespelare och författare.[2]
- 4 oktober – Kurt Willbing, svensk barn- och ungdomsskådespelare.
- 6 oktober – Alice Eklund, svensk skådespelare och regissör.
- 4 november – Gardar Sahlberg, svensk litteraturforskare, manusförfattare, sångtextförfattare och kortfilmsregissör.
- 9 november – Olle Hilding, svensk skådespelare.
- 18 november – Walentin Chorell, finlandssvensk författare, dramatiker och manusförfattare.
- 25 november – Curt Edgard, svensk skådespelare.
- 8 december – Maritta Marke, svensk skådespelare och sångerska.
- 24 december – Paul Gégauff, 61, fransk manusförfattare och skådespelare

### Fotnoter
1. ↑  Faktakalendern 1996, Semic, 1995
2. 1 2 3 4 5 6 7 8 9   Horisont 1983. Bertmarks
3. ↑  IMDB, läst 1 mars 2012